# Коритно-Забузьке
Кори́тно-Забу́зьке — село в Україні, у Вільшанській селищній громаді Голованівського району Кіровоградської області. Населення становить 479 осіб. Колишній орган місцевого самоврядування — Коритно-Забузька сільська рада.

## Населення
Згідно з переписом УРСР 1989 року чисельність наявного населення села становила 468 осіб, з яких 211 чоловіків та 257 жінок.
За переписом населення України 2001 року в селі мешкало 477 осіб.

### Мова
Розподіл населення за рідною мовою за даними перепису 2001 року:
| Мова       | Відсоток |
| ---------- | -------- |
| українська | 95,41 %  |
| російська  | 2,71 %   |
| молдовська | 0,84 %   |
| вірменська | 0,42 %   |
| інші       | 0,62 %   |